# Georgina Rylance
Georgina Elizabeth Rylance (Ladbroke Grove, 20 aprile 1976) è un'attrice inglese, nota per il ruolo di Marion Waldo nella serie televisiva della ABC Dinotopia.

## Biografia
Rylance è nata a Ladbroke Grove nel 1976, figlia del giudice QC John Rylance e Philippa Bailey. Ha una sorella minore, Charlotte. Ha studiato alla St Paul's Girls' School di Londra, poi alla Downe House School e alla St Edward's School di Oxford. Infine, ha frequentato la Oxford Brookes University e la London Academy of Music and Dramatic Art.
Dopo essere stata notata in un pub di Portobello Road, a Londra, durante il Carnevale di Notting Hill, la diciottenne Rylance ha intrapreso una breve carriera da modella, prendendo parte ad uno spot pubblicitario della Coca-Cola, quindi ha lasciato temporaneamente il mondo dello spettacolo per frequentare l'università.
Dopo gli studi alla Oxford Brookes University, Rylance si è formata alla London Academy of Music and Dramatic Art. Mentre era una studentessa di recitazione, frequentava abitualmente il Gate Theatre. Il suo primo ruolo sullo schermo è stato nel film per la televisione di Howard Davies Armadillo (2001), in cui ha recitato nei panni di Amabel. Ha poi interpretato Marion Waldo nella serie televisiva in tredici parti della ABC Dinotopia e il personaggio di Helena nel film TV Spartaco - Il gladiatore di USA Network nel 2004.
Nel 2005 ha recitato nel ruolo di Rachel Kelly, la figlia sullo schermo di Mark Rylance, nel film TV The Government Inspector diretto da Peter Kosminsky, e nei panni di Suza nel film direct-to-video 7 Seconds di Simon Fellows. Lo stesso anno partecipa anche nelle produzioni cinematografiche La profezia - Il libro non scritto, Hellraiser: Deader e Puritan. Altre apparizioni di Rylance includono le serie televisive Manchild, As If, The Inspector Lynley Mysteries, Scooterman, New Tricks - Nuove tracce per vecchie volpi e il film War Machine di David Michôd nel 2017.

## Teatro
Nel 2015 Rylance ha recitato nell'opera teatrale Zio Vanya di Čechov e nel 2017 è apparsa nel revival di This Was a Man di Noël Coward al Finborough Theatre.
Essendo un soprano, ha interpretato i ruoli di Miss Sarah in Guys and Dolls, Michaela nella Carmen di Bizet e Patience nell'operetta omonima di Gilbert e Sullivan.

## Vita privata
Nel 2008 Rylance ha incontrato Greg Bailey, un medico canadese, a Los Angeles e nel 2009 hanno iniziato a convivere in un appartamento a Knightsbridge. Nello stesso anno ha trascorso un mese in Antartide e diverse settimane in Perù, dove ha lavorato in un orfanotrofio.
Nell'aprile 2015 suo padre ha annunciato il fidanzamento di Rylance con Giuseppe (Peppe) Ciardi, vedovo e gestore di hedge fund. Il figlio Teodoro è nato nel febbraio 2016.

## Filmografia

### Cinema
- La profezia - Il libro non scritto, regia di Joel Soisson (2005)
- Hellraiser: Deader, regia di Rick Bota (2005)
- Puritan, regia di Hadi Hajaig (2005)
- The Flight of the Swan, regia di Nikos Tzimas (2010)
- War Machine, regia di David Michôd (2017)
- Benediction, regia di Terence Davies (2021)

### Direct-to-video
- 7 seconds, regia di Simon Fellows (2005)
- Pulse 2: Afterlife, regia di Joel Soisson (2008)
- Pulse 3, regia di Joel Soisson (2008)

### Televisione
- Armadillo, episodio 1x03 (2001)
- Man and Boy, film TV (2002)
- Manchild, episodi 1x03 e 1x07 (2002)
- Dinotopia, 13 episodi (2002-2003)
- As If, 6 episodi (2002-2004)
- The Deputy, film TV (2004)
- Keen Eddie, episodio 1x13 (2004)
- Spartaco - Il gladiatore, film TV (2004)
- The Government Inspector, Film TV (2005)
- Poirot, episodio 10x01 (2005)
- New Tricks: Nuove tracce per vecchie volpi, episodio 4x05 (2007)
- The Inspector Lynley Mysteries , episodio 6x01 (2007)
- Crusoe, episodi 1x01 e 1x02 (2008)
- Jo, episodio 1x01 (2013)
- Sherlock, episodio 4x02 (2017)
- Delicious, episodio 1x03 (2017)

### Cortometraggi
- Away We Stay, regia di Edoardo Ponti (2010)
- Scooterman, regia di Kirsten Cavendish (2010)

## Teatrografia
- Uncle Vanya (Yelena), West Yorkshire Playhouse, regia di Marc Rosenblatt (2015)
- This Was A Man (Zoe), Finborough Theatre, regia di Belinda Lang (2014)
- Carmen (Michaela), The Players, regia di Keith MacDonald
- Guys and Dolls (Miss Sarah), The Players, regia di Sandy Meyer
- Rebecca (Mrs de Winter), The Players, regia di Jane Rawlings
- Alpha Beta (Norma), Edinburgh Festival, regia di Matt Peover